# Indiopsocus bisignatus
Indiopsocus bisignatus är en insektsart som först beskrevs av Banks 1904.  Indiopsocus bisignatus ingår i släktet Indiopsocus och familjen storstövsländor. Inga underarter finns listade i Catalogue of Life.